# Gnilikowate
Gnilikowate (Histeridae) – rodzina owadów z rzędu chrząszczy licząca około 4000 gatunków. Większość gatunków gnilikowatych występuje w krajach tropikalnych. W Polsce stwierdzono ok. 80 gatunków.
Chrząszcze z tej rodziny osiągają zwykle rozmiary do około 10 mm, niektóre tropikalne gatunki dorastają do 22 mm. Ciało krępe, najczęściej czarne i lśniące. Pokrywy skrzydeł zwykle nie nakrywają dwóch ostatnich segmentów odwłoka. Na końcach czułków buławki. Krótkie nogi z rozszerzeniami ułatwiającymi grzebanie w ziemi.
Gnilikowate są drapieżnikami, żyjąc pod korą w nawozie czy padlinie polują na inne owady. Przedstawiciele podrodzin Hetaeriinae i Chlamydopsinae są symbiontami mrówek i termitów (gatunki symbiotyczne żywią się szczątkami organicznymi).